# مرجان مغزی

مرجان مغزسان یا مرجان مغزی (نام علمی: Faviidae) نام یک تیره از زیررده شش‌مرجانیان است.